# مركز الإمارات لحقوق الإنسان
مركز الإمارات لحقوق الإنسان (ECHR) هو منظمة غير حكومية تعمل على الدّفاع عن حقوق الإنسان في الإمارات العربية المتحدة. اشتهر المركز بعدما حظي بمساعدة من المحكمة الأوروبية لحقوق الإنسان التي تُشارك هي الأخرى في الدعوة إلى «بناء علاقات قوية مع وسائل الإعلام والبرلمانات وغيرها من المنظمات ذات الصلة خارج دولة الإمارات العربية المتحدة». عمل المركز على تنظيم ثلاث جلسات في مجلس العموم في المملكة المتحدة في تموز/يوليو 2012، آذار/مارس وتموز/يوليو 2013. حسب مديرَ المحكمة الأوروبية لحقوق الإنسان روري دوناغي فإنّ التكريتي  ساعدَ في إنشاء المحكمة الأوروبية لحقوق الإنسان ولكه غير مرتبط بها في الوقت الحالي. اعتبارًا من عام 2015؛ صار أنس مقداد في منصب المدير. بات للمركز ثقل في دولة الإمارات حيث اعتمدت عديد المصادر على تقاريره بما في ذلك بي بي سي، هافينغتون بوست، ووول ستريت جورنال.